# Miasta Libanu
Według danych oficjalnych pochodzących z 2005 roku Liban posiadał ponad 20 miast o ludności przekraczającej 7 tys. mieszkańców. Stolica kraju Bejrut jako jedyne miasto liczyło ponad 1 milion mieszkańców; 3 miasta z ludnością 100÷500 tys.; 4 miasta z ludnością 50÷100 tys.; 3 miasta z ludnością 25÷50 tys. oraz reszta miast poniżej 25 tys. mieszkańców.

## Największe miasta w Libanie
Największe miasta w Libanie według liczebności mieszkańców (stan na 01.01.2005):
| L.p. | Miasto                 | Muhafaza               | Liczba ludności |
| ---- | ---------------------- | ---------------------- | --------------- |
| 1.   | Bejrut (بيروت)         | Muhafaza Bejrut        | 1 251 739       |
| 2.   | Trypolis (طرابلس)      | Dystrykt Północny      | 229 398         |
| 3.   | Sydon (صيدا)           | Dystrykt Południowy    | 163 554         |
| 4.   | Tyr (صور)              | Dystrykt Południowy    | 135 204         |
| 5.   | An-Nabatijja (النبطية) | Muhafaza An-Nabatijja  | 98 433          |
| 6.   | Dżunija (جونية)        | Muhafaza Dżabal Lubnan | 96 315          |
| 7.   | Zahla (زحلة)           | Muhafaza Al-Bika       | 78 145          |
| 8.   | Babda (بعبدا)          | Muhafaza Dżabal Lubnan | 77 106          |
| 9.   | Zagharta (زغرتا)       | Dystrykt Północny      | 32 917          |
| 10.  | Baalbek (بعلبك)        | Muhafaza Al-Bika       | 30 916          |

## Alfabetyczna lista miast w Libanie
(w nawiasie nazwa oryginalna w języku arabskim, czcionką pogrubioną wydzielono miasta powyżej 1 mln)
- Alajh (عاليه)
- Al-Hirmil (الهرمل)
- Amjun (أميون)
- An-Nabatijja (النبطية)
- Baalbek (بعلبك)
- Babda (بعبدا)
- Bejrut (بيروت )
- Botrys (البترون)
- Byblos (جبيل)
- Dżazzin (جزين)
- Dżuaija (جويا)
- Dżubb Dżannin (جب جنين)
- Dżunija (جونية)
- Mardż Ujun (مرجعيون)
- Raszajja (راشيا)
- Rijak (رياق)
- Sydon (صيدا)
- Trypolis (طرابلس)
- Tyr (صور)
- Zagharta (زغرتا)
- Zahla (زحلة)